# Tommy Hampson
Thomas »Tommy« Hampson, angleški atlet, * 28. oktober 1907, Clapham, Greater London, Anglija, Združeno kraljestvo, † 4. september 1965, Stevenage, Hertfordshire, Anglija.
Hampson je nastopil na Poletnih olimpijskih igrah 1932 v Los Angelesu, kjer je osvojil naslov olimpijskega prvaka v teku na 800 m in srebrno medaljo v štafeti 4×400 m. Zmagal je tudi na Igrah Britanskega imperija 1930 v Hamiltonu v teku na 880 jardov. 2. avgusta 1932 je postavil svetovni rekord v teku na 800 m s časom 1:49,8. junija 1934 ga je izenačil Ben Eastman, izboljšal pa ga je Glenn Cunningham avgusta 1936.